# 田亮
田亮（1979年8月27日—），重庆人，中国男子跳水运动员，演员。前陝西跳水队註册运动员。在2000年悉尼奥运会，获得男子10米高台跳水冠军；2004年雅典奥运会，和杨景辉一起获得男子双人10米高台跳水冠军，同时还获得个人季军。

## 运动生涯
1986年入小学，上体育时因跳远成绩好而开始跟随启蒙教练张挺，在重慶市業餘體校学習跳水。1990年進入陝西隊。1993年進入國家隊。1996年，在奥运选拔赛中，擊敗1992年巴塞隆拿奧運會10米台跳水比賽冠軍孫淑偉，取得1996年亞特蘭大奧運會10米台跳水比賽參賽資格；但在決賽中表現不佳，僅獲得第四名。1999年新西蘭第十一屆跳水世界盃男子10米高台單人、雙人冠軍。
2000年，他参加悉尼第十二屆世界盃跳水賽，获得男子10米高台單人、雙人冠軍。同年参加悉尼奧運會，与胡佳搭檔參加2000年悉尼奧運會雙人10米台跳水比賽，不敵俄羅斯組合，獲得亞軍。其後，參加單人10米台跳水比賽，險勝隊友胡佳，奪冠军。
2001年，他参加福岡第九屆世界游泳錦標賽，获得男子10米高台單人、雙人冠軍。2003年，参加巴塞隆納第十屆世界游泳錦標賽男子10米高台單人、雙人季軍。2004年，参加雅典第十四屆世界盃跳水賽男子10米高台單人、雙人冠軍。此外，他与杨景辉搭檔參加2004年雅典奧運會雙人10米台跳水比賽，獲得冠軍。其後，參加單人10米台跳水比賽。因第四跳的失誤，負於隊友胡佳，獲得季軍。
2005年1月26日，田亮在雅典奧運後，因“身体疲劳”为由请假半年，擬和香港英皇娛樂簽約成為藝人，多次参与商业活动，並很久才回国家隊集訓，國家體育總局認為他這樣是犯規行為，亦反對他成為藝人，且经多次劝告屡教不改，決定把他從國家隊的名單中除名，逐回陝西隊。而开除决定是由当时国家跳水队的领队周继红作出，事件引发热议。同年他在南京第十届全运会男子10米高台单人冠軍、双人第四名。
2006年，田亮在西安開設「陝西田亮體育產業發展有限公司」，並任董事長。2007年1月16日，成為西安體院高級教練。2007年3月下旬，決定不參加同年4月全國冠軍賽。2007年3月26日，陕西省体育局局长李明华證實田亮已正式退役，李稱這是田亮與陝西省游泳運動管理中心反覆溝通後之決定，田亮將繼續擔任陝西省游泳運動管理中心副主任、西安跳水學校校長，同年9月將繼續清華大學經濟管理學院體育人文社會學專業碩士研究生學業。

## 投身演艺圈
另由於2004年雅典奥运会後，田亮由於俊俏外表與突出之表現，多次邀請出席公開場合、商品代言；亦因此曾打算進軍香港娛樂圈，亦因此曾與多位游泳隊員或藝人傳出緋聞，包括郭晶晶、葉璇、戴娇倩、刘玉丹、吴敏霞、叶一茜等，而他與郭晶晶之關係因涉及霍啟剛之三角關係，最為傳媒注目。
田亮與叶一茜的關係在2006年10月下旬終為雙方證實。两人於2007年11月29日奉子成婚，妻子2008年4月在老家福建产下一女田雨橙，並於2011年再度懷孕，到香港产下兒子；其子為香港籍身分。而被部分內地網民質疑違反國家的計劃生育政策，田應面臨雙開（開除黨籍、開除公職）懲處。但也有人認為，田亮在港產子完全符合有關法律規定。

### 著作
- 《最亮的十米》，作家出版社2006年3月出版，ISBN 9787506336093
- 《臭爸爸》，长江文艺出版社2014年7月出版，ISBN 9787535473257

### 电视剧
- 2009年 《牛郎织女》饰 牛郎
- 2009年 《雷鋒》饰 雷鋒
- 2010年 《无懈可击之美女如云》 饰 石堅
- 2011年 《泪洒尘缘》 饰 董浩天
- 2012年 《王的女人》 饰 韩信
- 2014年 《骄阳似我》 飾演 林風

### 电影
- 2008年 《出水芙蓉》
- 2011年 《笑詠春》
- 2011年 《不再讓你孤單》[7]
- 2012年 《跑出一片天》
- 2013年 《都是手机惹的祸》
- 2013年 《不二神探》
- 2014年 《爸爸去哪儿》攜同女兒田雨橙參加
- 2014年 《國寶疑雲》
- 2015年 《爸爸的假期》
- 2015年 《将错就错》
- 2015年 《海岛之恋》(2011年拍攝)
- 2017年 《瑪格麗特的春天》

### 綜藝節目
- 2013年 《中国星跳跃》明星队长
- 2013年 《爸爸去哪兒 (第一季)》攜同女兒田雨橙參加
- 2015年 《一路上有你 (第一季)》攜同妻子叶一茜參加
- 2015年 《爲她而戰》
- 2016年 星廚駕到第三季 固定出演
- 2016年 《爸爸去哪兒 (第四季)》攜同兒子田宸羽參加

## 音乐作品

### 单曲
| 發行日期  | 歌曲名稱                                                                           | 所屬專輯、备注                   |
| --------- | ---------------------------------------------------------------------------------- | -------------------------------- |
| 2008年6月 | 《十項全能》合唱与成龍、容祖兒、黃耀明、謝霆鋒、蔡卓妍、泳兒、李準基、林峯、鄭希怡 |                                  |
| 2011年4月 | 《想你的笑》合唱与叶一茜                                                           |                                  |
| 2015年1月 | 《一路上有爱》合唱与叶一茜、何洁、赫子铭、张智霖、袁咏仪                           | 浙江卫视《一路上有你》节目主题曲 |